# 英一珪
英 一珪（はなぶさ いっけい、延享4年（1747年）? - 天保14年11月21日（1844年1月10日））は江戸時代の英派の絵師。

## 来歴
高嵩谷の門人。英氏。名は信重。英一川の子あるいは養子といわれる。初め崇卿と号し、後に一珪、有松庵、友松庵と号した。高崇谷の命により英家を再興し、寛政期から活躍、軽妙なタッチの扇面画を残している。文化の頃には神田の於玉ケ池に住んでいたが、天保頃には本所柳島に移り住んだ。一時は、歌川国貞が入門したことでも知られている。墓所は芝の二本榎承教寺中顕乗院。法名は英寿院一珪日仙。享年については85歳、92歳、あるいは96歳ともいわれ諸説あるが、辞世の狂歌では「百まではなんでもないとおもひしに 九十六ではあまり早死」と詠っており、96歳説が有力である。没日も12月21日ともされる。

## 作品
| 作品名                                                     | 技法     | 形状・員数 | 寸法（縦x横cm） | 所有者                               | 年代               | 落款                                                         | 備考                     |
| ---------------------------------------------------------- | -------- | ---------- | --------------- | ------------------------------------ | ------------------ | ------------------------------------------------------------ | ------------------------ |
| 高砂に丹頂と瑞亀                                           | 紙本着色 | 扇面3本    |                 | 太田記念美術館                       |                    |                                                              |                          |
| 七福影面之図跡                                             | 紙本着色 | 扇面       |                 | 太田記念美術館                       |                    |                                                              |                          |
| 不動明王像                                                 | 紙本着色 | 1幅        | 174.8x87.5      | 石上寺（亀山市）                     |                    | 款記「応需 英一珪謹筆」/印文不明朱文方印                     |                          |
| 地獄極楽図                                                 | 絹本着色 | 1幅        | 99.4x37.4       | 石川県七尾美術館（池田コレクション） |                    |                                                              | 歌川国貞との合作。       |
| 箍掛臼目切図                                               |          | 1幅        |                 | 岡田美術館                           | 1827年（文政10年） | 款記「八十翁 応需 英一珪書画」                               | 同名の英一蝶作品の模写。 |
| 八刀毘沙門天                                               | 絹本着色 | 1幅        |                 | 大英博物館                           | 1828年（文政11年） | 款記「近江國守山驛東門院安置 行年八十一翁 英一珪信重謹丹青」 |                          |
| 乗合舟図                                                   | 絹本着色 | 1幅        | 45.2x70.9       | ボストン美術館                       | 1832年（天保2年）  | 款記「八十五齢 英一珪信重筆」                                |                          |
| Long-tailed tortoise with symbols of longevity on its back | 紙本着色 | 1幅        | 37x44           | 大英博物館                           | 1837年（天保7年）  | 款記「高齢九十○ 英一珪筆」                                   |                          |